# Semilabeo notabilis
Semilabeo notabilis är en fiskart som beskrevs av Peters, 1881. Semilabeo notabilis ingår i släktet Semilabeo och familjen karpfiskar. IUCN kategoriserar arten globalt som otillräckligt studerad. Inga underarter finns listade i Catalogue of Life.